# Eunotela
Eunotela is een geslacht van vlinders van de familie tandvlinders (Notodontidae).

## Soorten
- E. basitincta Dognin, 1924
- E. bipunctata Jones, 1912
- E. collaris Schaus, 1901
- E. chacoa Schaus, 1928
- E. grisellana Schaus, 1937
- E. pallida Schaus, 1901
- E. tropica Schaus, 1894
- E. zophora Schaus, 1933